# Duomo di Massa
La cattedrale di San Pietro Apostolo e San Francesco d'Assisi è il più importante edificio di culto cattolico di Massa, chiesa madre della diocesi di Massa Carrara-Pontremoli. È monumento nazionale italiano.

## Storia
Se ne hanno notizie certe a partire dal 1477 quando, per volere di Taddea Pico Malaspina, moglie del Marchese Giacomo I Malaspina, vi furono trasferiti i titoli e i beni della chiesa extra-urbana di S. Remigio e S. Pancrazio, del soppresso convento di Turano. Di S. Francesco si ha memoria in alcune vedute di fine 1500-inizio 1600 e in un graffito sulla facciata di Casa Ajola-Mussi. Da queste si può osservare che il complesso conventuale era costruito sopra un alto basamento con portico tramite cui si accedeva alla chiesa, affiancata da un grande giardino murato in cui esisteva il grande albero di pino che diede poi il nome alla limitrofa porta della cinta muraria albericiana detta Porta S. Francesco o Porta al Pino.
Nella chiesa di San Francesco fu installato un organo a canne già nel 1573 grazie ad una donazione di 80 scudi, tuttavia nel 1672 questo fu sostituito con un nuovo strumento ceduto alla chiesa dei frati dalla Collegiata di San Pietro dove ne era stato costruito uno nuovo.
San Francesco all'occorrenza faceva le veci della vicina pieve di san Pietro, una tra le chiese più antiche di Massa, soggetta spesso a crolli e restauri e proprio in S. Francesco furono trasferiti la titolatura, parte degli arredi e le officiature quando S. Pietro fu fatta demolire da Elisa Baciocchi tra il 1807-1815.
San Pietro fu chiusa il 30 aprile 1807; il 1° maggio il Capitolo dei canonici si trasferì a San Francesco e qui rimase anche dopo la Restaurazione.

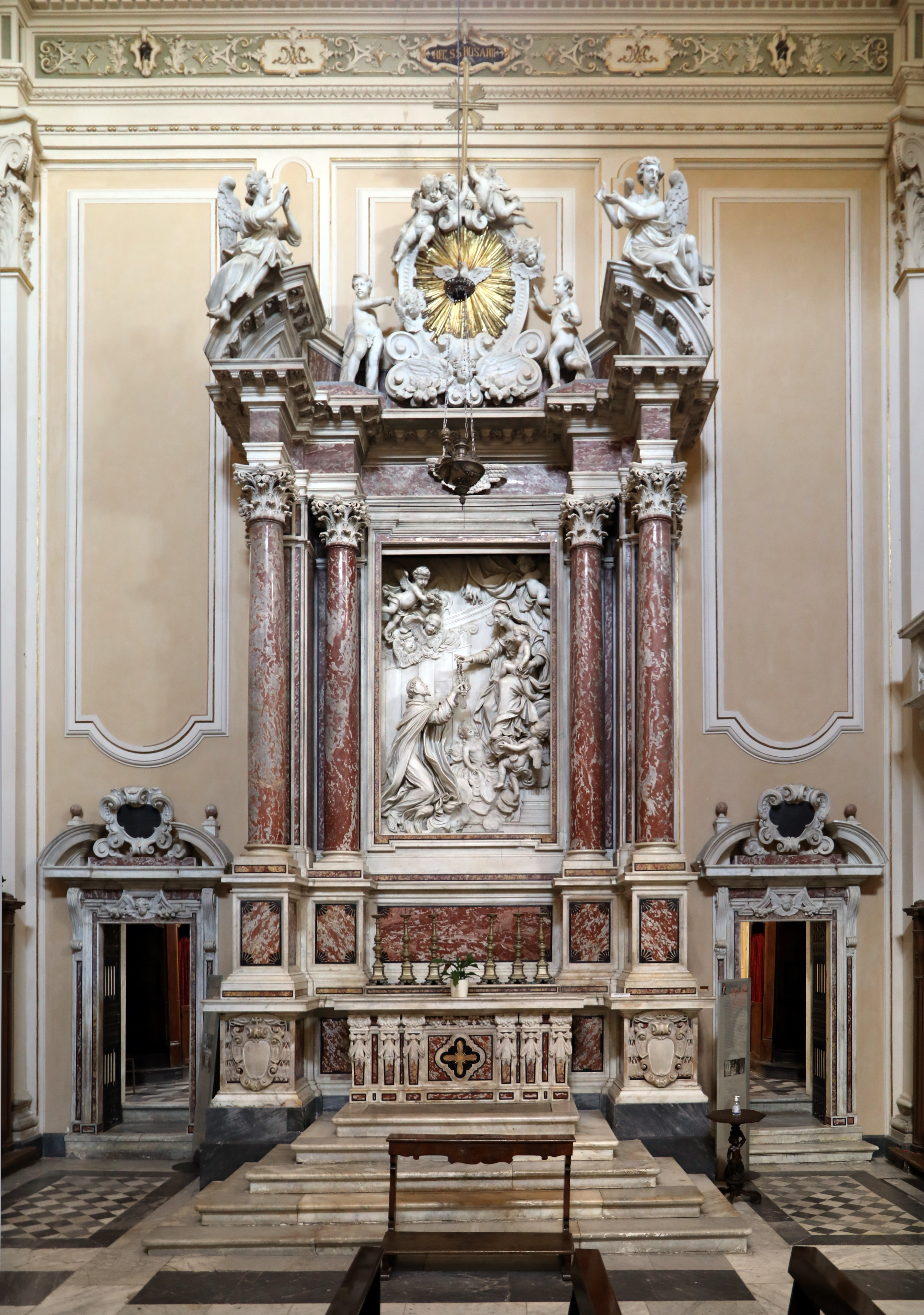
Altare dell'Immacolata, con pala marmorea di Giovanni Lanzoni e figli

Anche il titolo di San Pietro fu trasferito alla chiesa di San Francesco che assunse, con autorizzazione pontificia, la denominazione di Chiesa dei Santi Pietro e Francesco. Il carattere gentilizio della chiesa conventuale, evidente fin dalla fondazione nella seconda metà del XV secolo, ribadito dalla sua destinazione a sepolcreto della famiglia, fu confermato dall'impegno profuso dai Cybo per la sua ristrutturazione nel corso del Seicento. L'operazione fu condotta da Alberico II con il determinante sostegno del fratello cardinale Alderano. Fu costui infatti non solo a finanziare l'impresa, ma ad ispirare l'intero programma decorativo. Per il tempio, quasi totalmente ricostruito tra il 1660 e il 1670, l'architetto Giovanni Francesco Bergamini e il figlio Alessandro Bergamini progettarono la sistemazione e l'arredo dell'area presbiteriale realizzando un monumentale altare maggiore, concepito come fastosa quinta scenografica al centro del presbiterio, i due altari del transetto, per i quali il Cardinale commissionò attorno al 1684 a Luigi Garzi le due tele con l'Immacolata e con la Trinità in gloria e santi, e il rivestimento marmoreo delle pareti e del pavimento.
Il duca Alberico II stabilì quindi che la nuova cappella, da costruire dietro l'altare destro del transetto, diventasse il mausoleo della casata. I lavori della cappella Cybo-Malaspina, il cui progetto fu inizialmente affidato all'architetto della corte di Massa, Giovanni Francesco Bergamini,  iniziarono intorno al 1687; in seguito, al progetto pose mano Domenico Martinelli, architetto lucchese, legato allo studio di Carlo Fontana ed esponente della romana Accademia di San Luca, i cui disegni vennero richiesti dal duca Carlo II in persona, ispirato dallo zio, il cardinale Alderano Cybo Malaspina, segretario di stato del papa Innocenzo XI, finanziatore dell'ammodernamento artistico del Ducato e mecenate di artisti di fama, le cui opere pittoriche e scultoree sono ancora oggi presenti nello stesso Duomo. Il Martinelli contribuì a fare della cappella Cybo un'opera barocca aggiornata secondo i dettami più avanzati della Roma del tempo, disegnando un altare (destinato a contenere l'affresco di una Madonna con il Bambino del Pinturicchio, in precedenza collocato nella cappella Cybo della basilica di Santa Maria del Popolo a Roma), le porte e le sovrastanti tribune, realizzate con raffinate soluzioni
artistiche, con grande uso di linee concave e con la messa in opera di marmi policromi di varia provenienza.
La cappella Cybo introdusse nel ducato di Massa moderne soluzioni stilistiche che divennero modello per successive realizzazioni ad opera di artisti locali (fra le quali il santuario della Madonna delle Grazie a Carrara). 
Nel 1822 in seguito all'erezione della Diocesi di Massa l'antica chiesa di San Francesco ne divenne la cattedrale. La nuova cattedrale era sede di un capitolo di dodici canonici, in sostituzione di quello della collegiata composto di otto presuli, ora presieduto dalla Prima dignità del capitolo stesso, l'Arciprete, che aveva anche la responsabilità della cura della parrocchia che in cattedrale aveva la sua sede; così veniva disposto dalla bolla Singularis Romanorum Pontificum del papa Pio VII che decretava la nascita della nuova diocesi di Massa Ducale.
Nel 1936, su progetto di Cesario Fellini, fu eretta la facciata marmorea.
All'ingresso dell'edificio sono riportati i nomi dei cittadini massesi che combatterono in Spagna durante la guerra civile, senza distinzione di schieramento politico, tra cui Francesco Massa, clochard napoletano del quartiere Soccavo (ma legatissimo alla città di Massa per via del suo cognome), che si unì alla lotta cercando una morte gloriosa che lo liberasse dal tedio della sua tristissima vita.
Grazie alla volontà del Vescovo Mons.Carlo Boiardi e dell'Arciprete Mons.Ugo Berti, con l'interessamento dell'Arcivescovo Mons. Giovanni Battista Scapinelli di Leguigno, nel novembre 1964 papa Paolo VI ha elevato la cattedrale alla dignità di basilica minore.

### Sepolti illustri
- Filippo Alfonso Gonzaga (†1728), ultimo conte di Novellara
- Ricciarda Gonzaga (†1768), figlia di Camillo III Gonzaga[8].

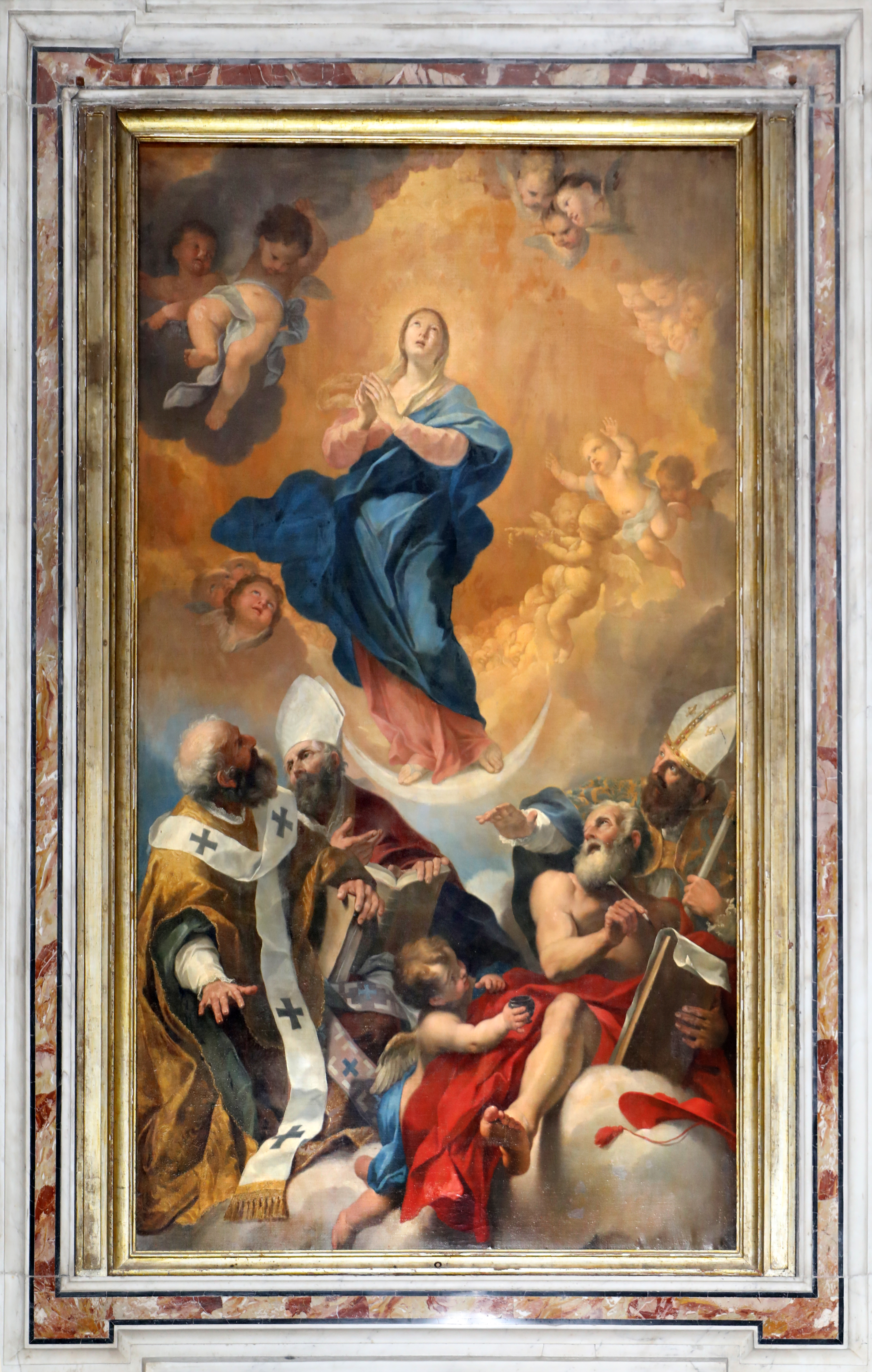
Carlo Mratta, Immacolata Concezione coi santi Gregorio Magno, Anselmo, Agostino e Girolamo, 1684 ca.
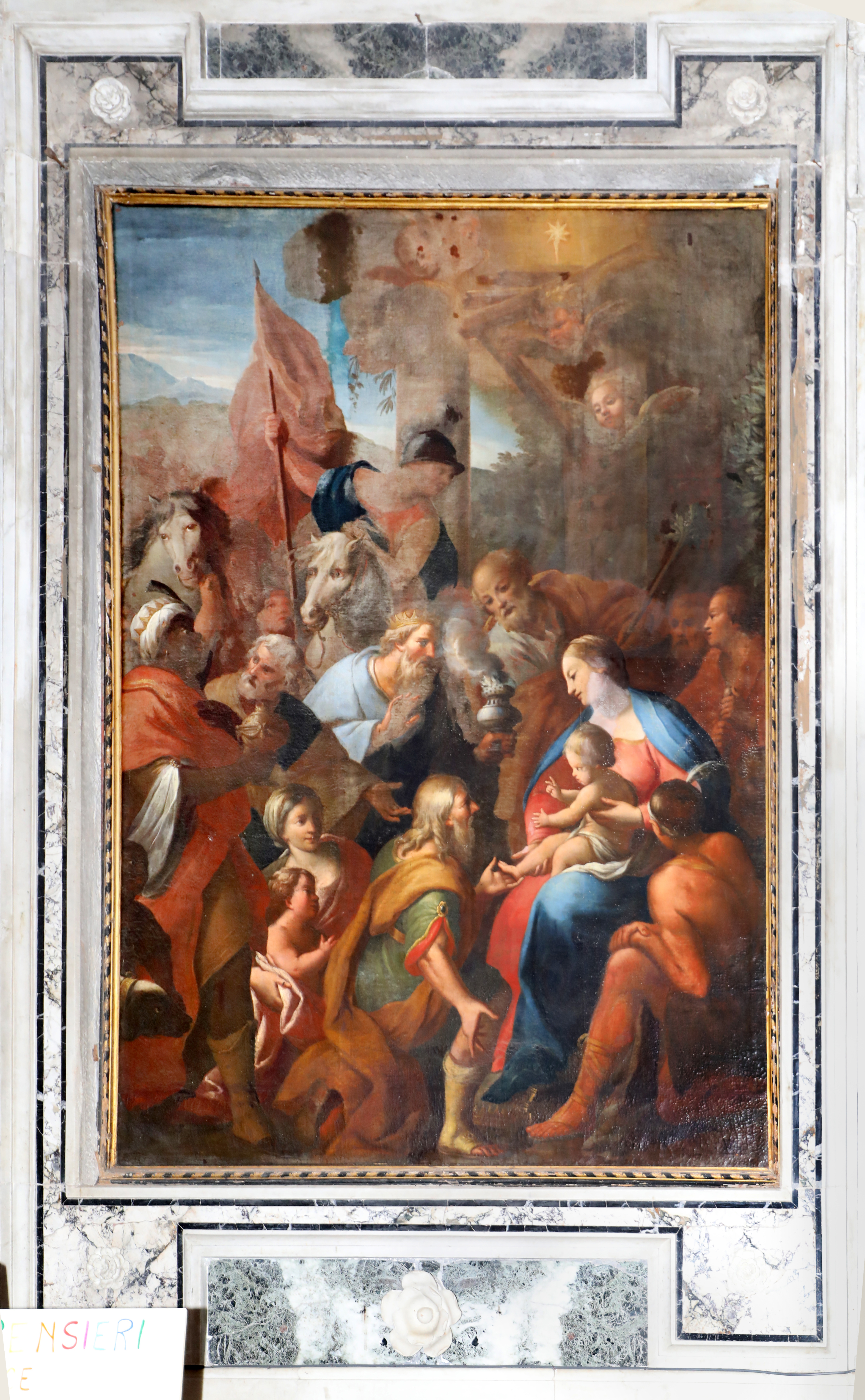
Giacomo Grandi, Adorazione dei Magi, XVII secolo
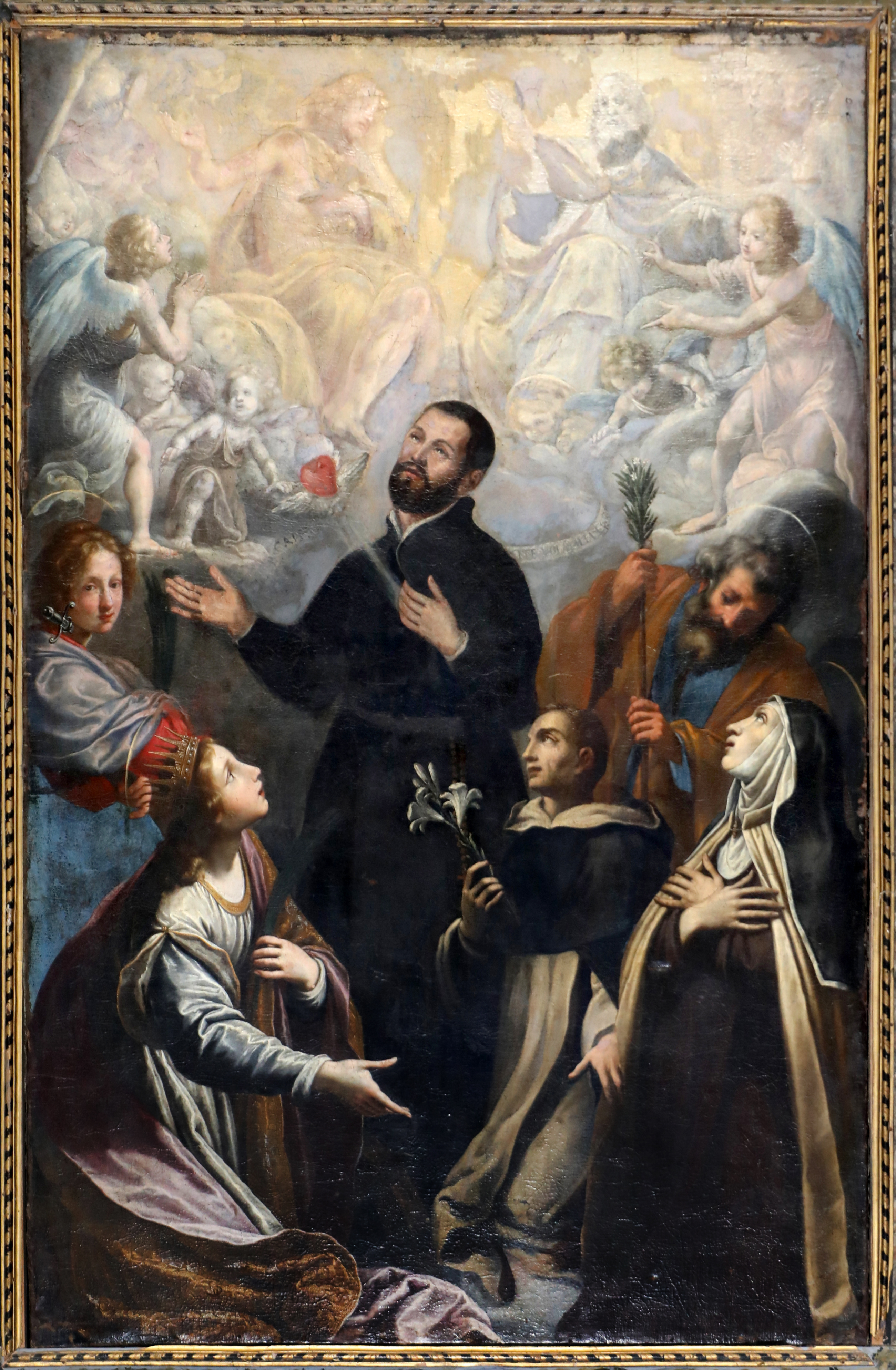
Lucrezia Prandini, San Gaetano di Thiene coi santi Giuseppe, Caterina d'Alessandria, Teresa e Pietro d'Alcantara, XVII secolo
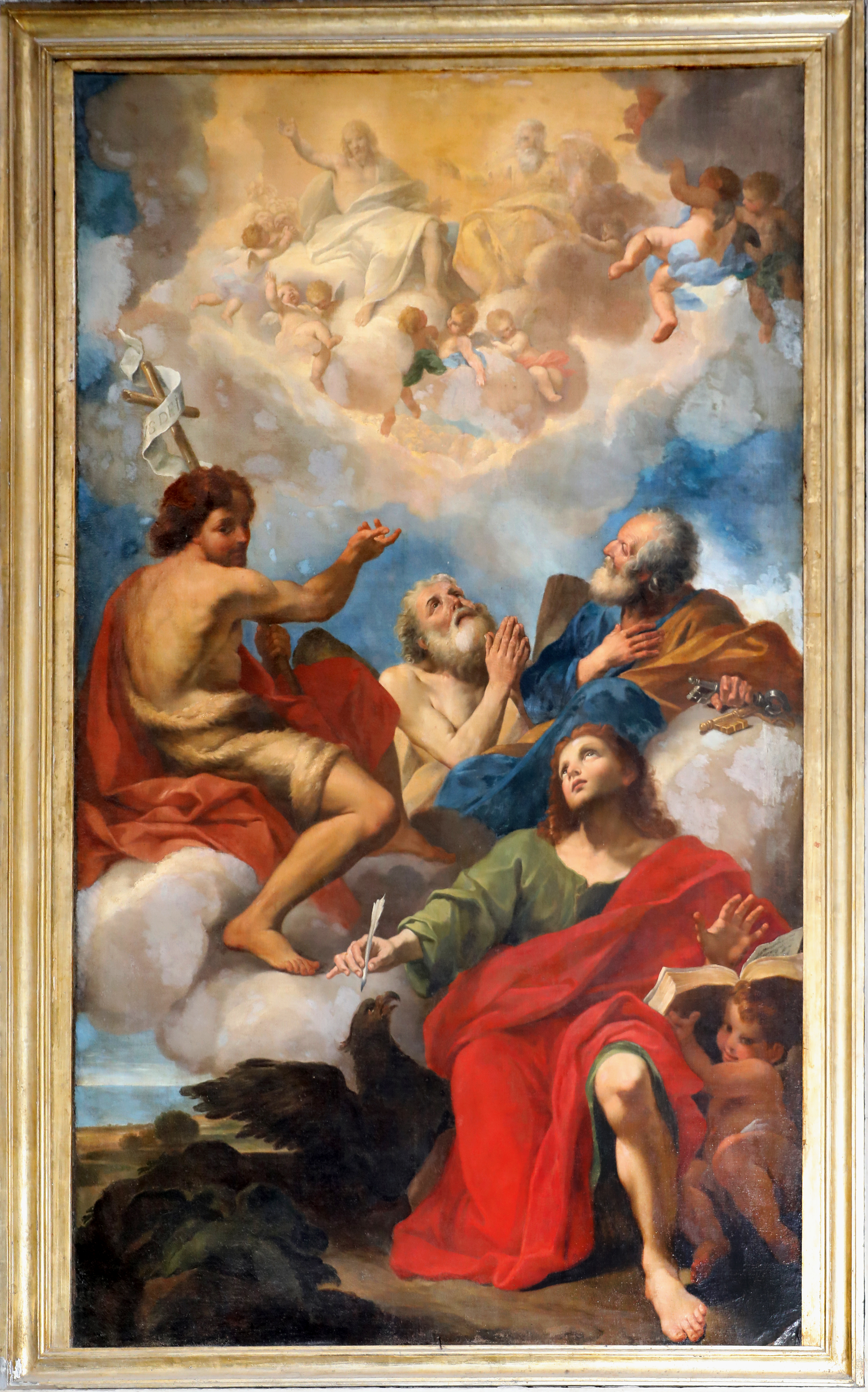
Luigi Garzi, Santi Giovanni Evangelista, Giovanni Battista, Pietro e Giacomo, 1684 ca.
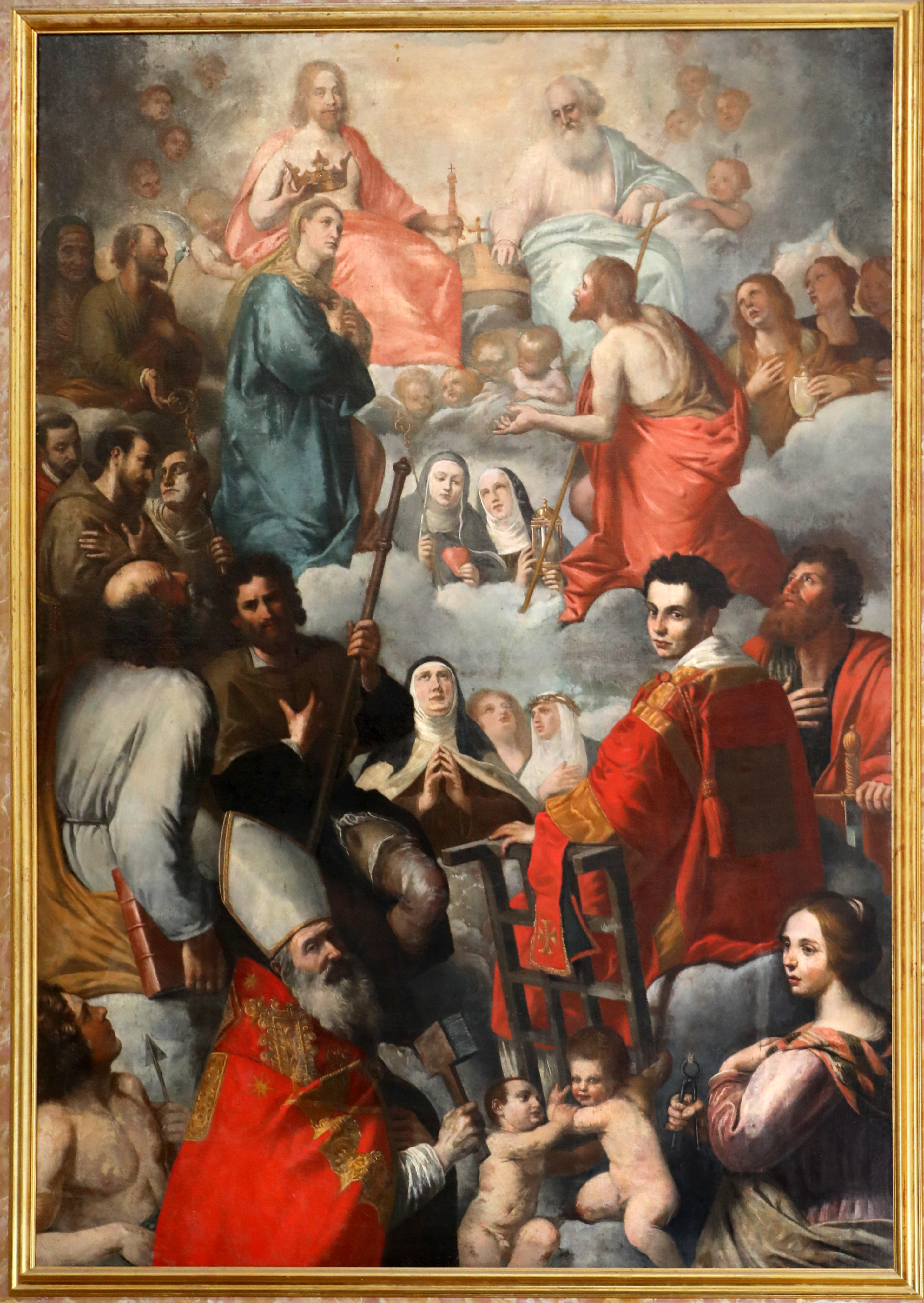
Matteo Rosselli (attr. tradizionale), Madonna assunta e incoronata in cielo con santi
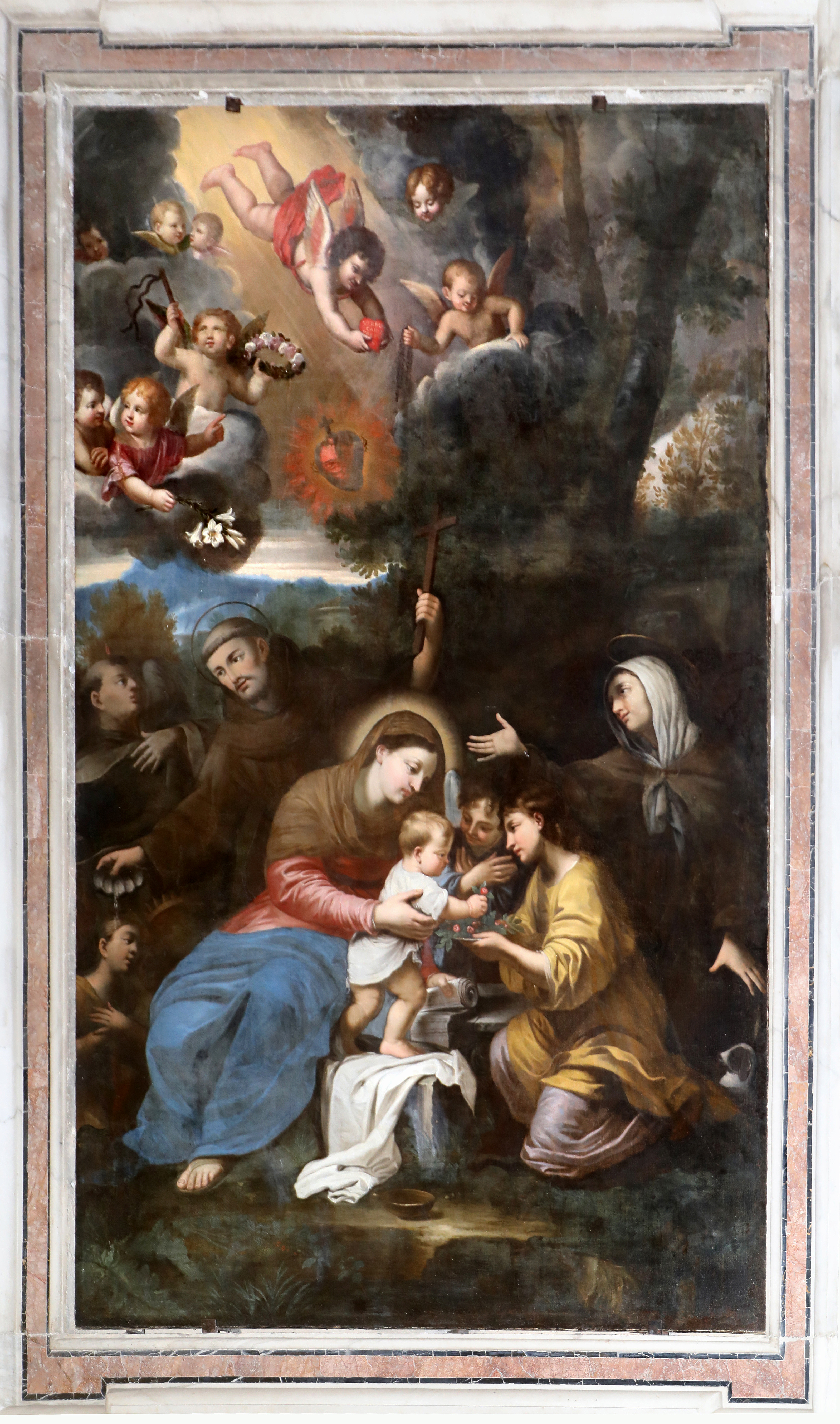
Scuola romana di Pietro da Cortona, Madonna col Bambino tra i santi Margherita da Cortona, Vincenzo Ferrer, Maria Maddalena de' Pazzi e Francesco Solano, XVII secolo

## Note

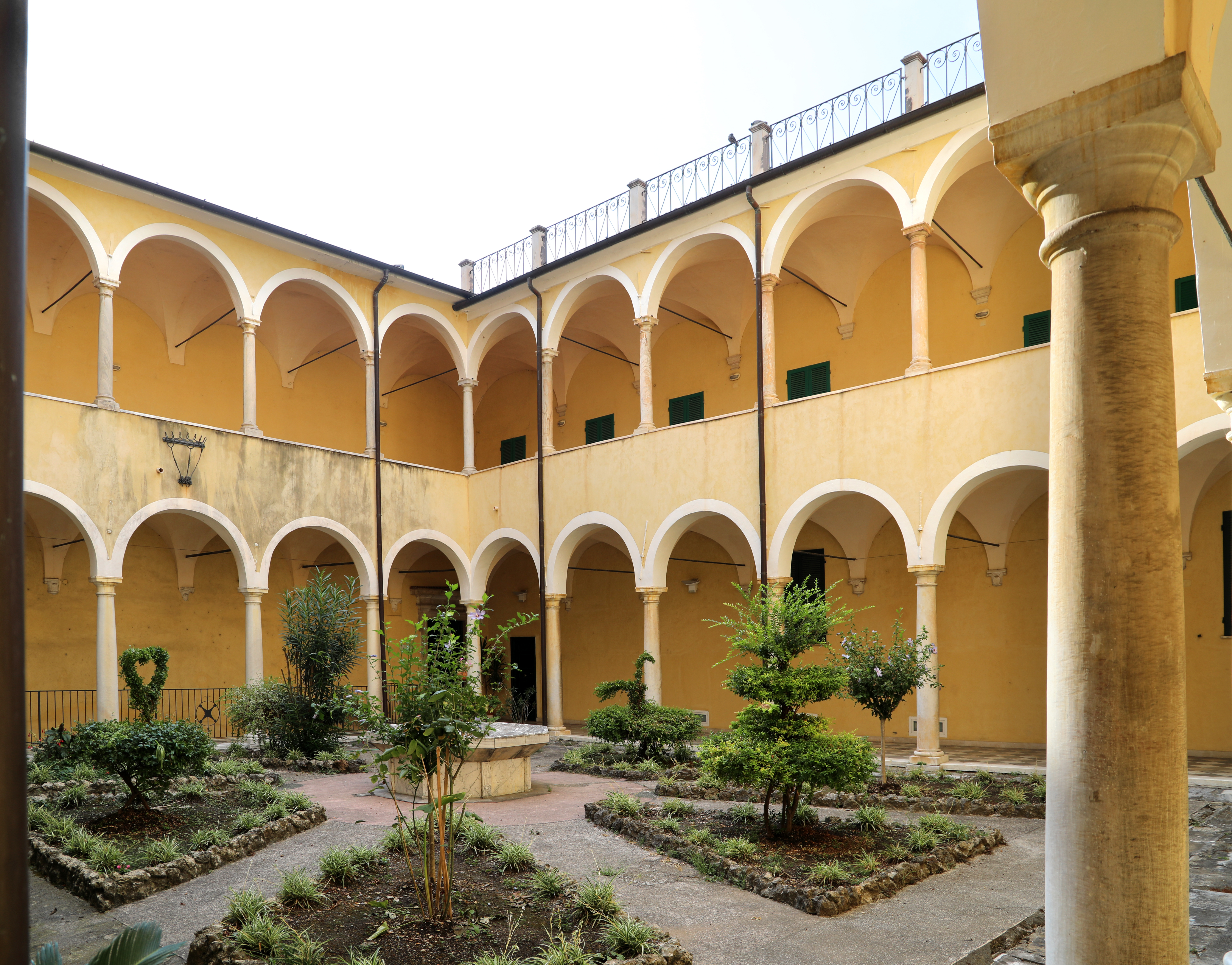
Il chiostro